# 1411
- Wikisource

| Calendário gregoriano                                                        | 1411 MCDXI                                           |
| Ab urbe condita                                                              | 2164                                                 |
| Calendário arménio                                                           | 860 – 861                                            |
| Calendário bahá'í                                                            | -433 – -432                                          |
| Calendário budista                                                           | 1955                                                 |
| Calendário chinês                                                            | 4107 – 4108 Início a 24 de janeiro (aproximadamente) |
| Calendário copta                                                             | 1127 – 1128                                          |
| Calendário etíope                                                            | 1403 – 1404                                          |
| Calendários hindus - Vikram Samvat - Calendário nacional indiano - Cáli Iuga | 1466 – 1467 1332 – 1333 4511 – 4512                  |
| Calendário Holoceno                                                          | 11411                                                |
| Calendário islâmico                                                          | 814 – 815                                            |
| Calendário judaico                                                           | 5171 – 5172                                          |
| Calendário persa                                                             | 789 – 790                                            |
| Calendário rúnico                                                            | 1661                                                 |
| Calendário solar tailandês                                                   | 1954                                                 |

1411 (MCDXI, na numeração romana) foi um ano comum do século XV do Calendário Juliano, da Era de Cristo, e a sua letra dominical foi D (53 semanas), teve início a uma quinta-feira e terminou também a uma quinta-feira.
| Ano completo                        |
| ----------------------------------- |
| Ano comum com início à quinta-feira |

## Eventos
31 de Outubro - é assinado o Tratado de Ayllón, acordo de paz entre o Portugal e Castela.

## Nascimentos
- 21 de Setembro - Ricardo, Duque de York, protagonista da Guerra das Rosas.